# Zora Kerowa
Zora Kerowa, all'anagrafe Zora Ulla Keslerová (Praga, 11 agosto 1950), è un'attrice cinematografica ceca.

## Biografia
È una delle icone del cinema horror italiano, per aver interpretato molti film splatter, quali Antropophagus, Cannibal Ferox, Lo squartatore di New York e Quando Alice ruppe lo specchio. Ha iniziato la carriera come ballerina e cantante, diventando in seguito modella, quindi ha deciso di intraprendere il mestiere di attrice, debuttando nel 1976 in un piccolo ruolo (la cameriera dell'osteria del cav. Poppi) ne La casa dalle finestre che ridono di Pupi Avati. Poi, nel 1978, in un altro film italiano, con George Eastman, La febbre americana.
Anche se interprete di alcuni film cechi, ha ottenuto più successo in Italia interpretando pellicole erotiche, film d'azione e horror. Nel 1980 recita nell'orrorifico Antropophagus. Ha anche lavorato, tra gli altri, con Joe D'Amato, Umberto Lenzi, Lucio Fulci e Ferdinando Baldi. 
Nel 1981 ha interpretato il ruolo di Pat Johnson in Cannibal Ferox, in cui, in una scena che ricorda la celebre sequenza de Un uomo chiamato Cavallo, viene torturata e appesa a ganci infilati nelle mammelle; ancora una scena di tortura è presente in Lo squartatore di New York, del 1982, dove viene torturata con una bottiglia rotta. A metà degli anni novanta recita in due commedie a fianco di Renato Pozzetto: Mollo tutto e Papà dice messa.

## Filmografia

### Cinema
- La casa dalle finestre che ridono, regia di Pupi Avati (1976)
- Le evase - Storie di sesso e di violenze, regia di Giovanni Brusatori (come Conrad Brueghel) (1978)
- American Fever, regia di Claudio Giorgi (1978)
- La ragazza del vagone letto, regia di Ferdinando Baldi (1979)
- Křehké vztahy, regia di Juraj Herz (1980)
- Ragazze in affitto S.p.A. (Contes pervers), regia di Régine Deforges (1980)
- La vera storia della monaca di Monza, regia di Bruno Mattei (1980)
- Antropophagus, regia di Joe D'Amato (1980)
- Jak napálit advokáta, regia di Vladimír Cech (1980)
- Krakonos a lyzníci, regia di Vera Plívová-Simková (1981)
- Cannibal Ferox, regia di Umberto Lenzi (1981)
- La catena (Retez), regia di Jiří Svoboda (1981)
- Lo squartatore di New York , regia di Lucio Fulci (1982)
- Sny o Zambezi, regia di Stanislav Strnad (1982)
- I nuovi barbari, regia di Enzo G. Castellari (1983)
- Vítr v kapse, regia di Jaroslav Soukup (1983)
- Andel s dáblem v tele, regia di Václav Matejka (1984)
- Fesák Hubert, regia di Ivo Novák (1985)
- Skalpel, prosím, regia di Jirí Svoboda (1985)
- La signora della neve (Perinbaba), regia di Juraj Jakubisko (1985)
- Operace me dcery, regia di Ivo Novák (1986)
- Andel svádí dábla, regia di Václav Matejka (1988)
- Kdo ví, kdy zacne svítat, regia di Ludvík Ráza (1988)
- Mollo tutto, regia di José María Sánchez (1995)
- Altrove, regia di Enzo Balestrieri (1995)
- Papà dice messa, regia di Renato Pozzetto (1996)
- Líbás jako dábel, regia di Marie Polednáková (2012)

### Televisione
- Této noci v tomto vlaku, regia di Jirí Svoboda – film TV (1984)
- Quando Alice ruppe lo specchio, regia di Lucio Fulci – film TV (1988)
- Il fantasma di Sodoma, regia di Lucio Fulci – film TV (1988)
- Luna di sangue, regia di Enzo Milioni – film TV (1988)
- Hansel e Gretel, regia di Giovanni Simonelli – film TV (1990)
- L'ispettore Sarti – serie TV, episodio 1x08 (1991)
- Resurrezione – miniserie TV (2001)
- La radice del male, regia di Silvana Zancolò – film TV (2006)

## Doppiatrici italiane
- Vittoria Febbi in Le evase - Storie di sesso e di violenze, Cannibal Ferox